# Zona Típica
Una Zona Típica (también Zona Pintoresca) es, según el ordenamiento legal patrimonial de Chile y de acuerdo con lo que se desprende de las disposiciones de la Ley n.º 17.288 (Ley sobre Monumentos Nacionales) una agrupación de bienes inmuebles urbanos o rurales, que forma una unidad de asentamiento representativo de la evolución de una comunidad humana y que destaca por su unidad estilística, su materialidad o técnicas constructivas; que tiene interés artístico, arquitectónico, urbanístico y social, constituyendo un área vinculada por las edificaciones y el paisaje que la enmarca, destaca y relaciona, conformando una unidad paisajística con características ambientales propias, que definen y otorgan identidad, referencia histórica y urbana en una localidad, poblado o ciudad.

## Objetivo
Según lo establece el Artículo 29.º de la Ley de Monumentos Nacionales “para el efecto de mantener el carácter ambiental y propio de ciertas poblaciones o lugares donde existieren ruinas arqueológicas, o ruinas y edificios declarados Monumentos Históricos, el Consejo de Monumentos Nacionales podrá solicitar se declare de interés público la protección y conservación del aspecto típico y pintoresco de dichas poblaciones o lugares o de determinadas zonas de ellas”. Son conjuntos urbanos o rurales, entornos de monumentos históricos cuyo valor ambiental se debe preservar.